# Alari Lell
Alari Lell (* 10. Juni 1976 in der Estnischen SSR, Sowjetunion) ist ein ehemaliger estnischer Fußballspieler.
Er spielte unter anderem für FC Flora Tallinn, JK Tervis Pärnu, JK Tulevik Viljandi und FC Kuressaare in der Meistriliiga.
Für die Nationalmannschaft Estlands kam er 1995 zu sechs Länderspieleinsätzen.
Nachdem er von 2005 bis 2013 seine Karriere bereits beendet hatte; kam er von 2013 bis 2014 noch für den neugegründeten JK Retro zum Einsatz.